# Insulele Maatsuyker

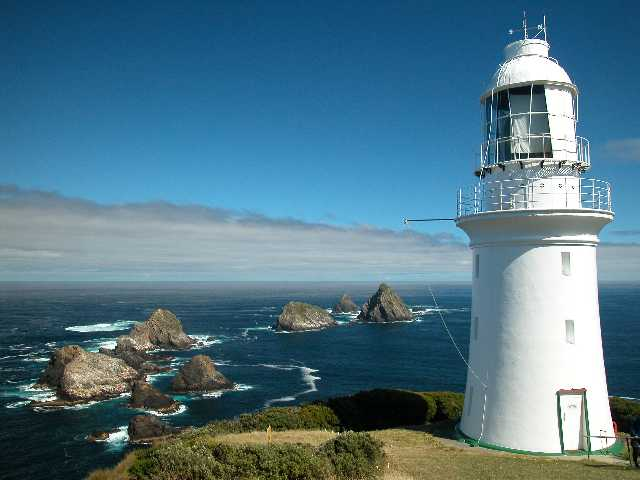
Farul

Insulele Maatsuyker sînt niște insule situate sub coastele insulei Tasmania din sudul Australiei.